# Ngọc Thúy
Ngọc Thúy tên đầy  đủ là Phạm Thị Ngọc Thúy (sinh năm 1980 tại Sài Gòn) là một siêu mẫu, diễn viên Việt Nam. Cô là một trong những tên tuổi hàng đầu của thời trang Việt Nam vào đầu thập niên 2000. Cô được mệnh danh là Marilyn Monroe Việt Nam.

## Tiểu sử
- Sinh năm 1980 trong một gia đình lao động nghèo của Sài Gòn, nhờ ngoại hình cao đẹp và vẻ đẹp độc lạ, cô bén duyên với nghề người mẫu từ năm 1997. Cuối thập niên 90 - đầu thập niên 2000, cát-xê của Ngọc Thúy và những chân dài "đinh" trong một chương trình thời trang vào khoảng 500 USD (gần 12 triệu đồng).
- Năm 2003, Ngọc Thúy được trao danh hiệu "Người mẫu xuất sắc nhất" do Câu lạc bộ Thời trang Nhà văn hóa Thanh Niên TPHCM tổ chức. Nhờ vậy, cô đắt show, thường xuất hiện trên báo chí với biệt danh "Marilyn Monroe Việt Nam" do giới nhiếp ảnh gia dành tặng.
- Ngọc Thúy cũng từng lấn sân diễn xuất qua một số phim như "Cánh cửa cuộc đời", "Blouse trắng", "Trái đắng"... Vai diễn ấn tượng nhất của cô là Mỹ Thanh trong phim "Đô la trắng", đóng cùng diễn viên Lý Hùng.
- Năm 2006, Ngọc Thúy giải nghệ sau 10 năm theo đuổi nghề mẫu với nhiều thành tựu, cô kết hôn với doanh nhân Đức An. Cô sang Mỹ sống và làm việc trong công ty riêng của chồng. Đến năm 2008, người đẹp ly hôn, nuôi 2 con nhỏ. Sau 15 năm, ồn ào tranh giành tài sản giữa siêu mẫu và ông Đức An vẫn chưa có hồi kết dù cả hai đều đã tìm được bến đỗ mới.[2]
- Ở Mỹ, Ngọc Thúy khá kín tiếng đời tư. Tháng 2/2012, chân dài sinh con trai cho bạn trai luật sư. Đám cưới của cặp đôi diễn ra năm 2016, được nhiều bạn bè chúc phúc.[3][4]

## Giải thưởng
- Gương mặt điện ảnh triển vọng 2000[5]
- Người mẫu xuất sắc nhất năm 2003[6]